# Zuiderzee
Zuiderzee – dawna zatoka Morza Północnego u wybrzeża Holandii, odgrodzona od otwartego morza przez pasmo Wysp Zachodniofryzyjskich. Zatoka zajmowała powierzchnię około 5000 km². W XX wieku przekształcona została poprzez budowę zapór wodnych w jeziora IJsselmeer oraz Markermeer. Znaczne tereny dawnej zatoki zostały osuszone, tworząc poldery (m.in. cała prowincja Flevoland). Zewnętrzna część zatoki pozostaje połączona z morzem, zaliczana do Morza Wattowego (Waddenzee).

## Historia

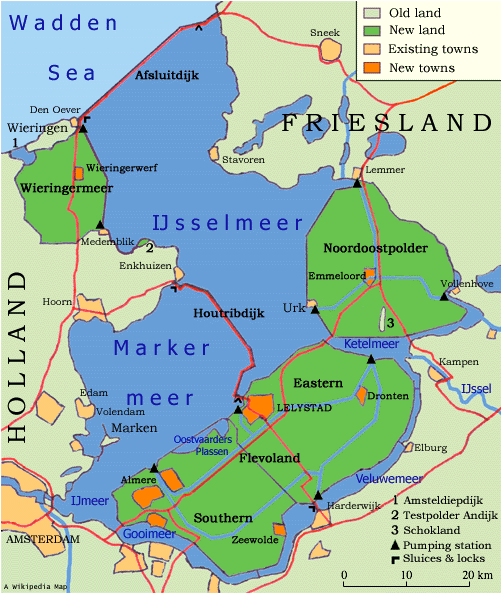
Współczesna mapa terenów dawnej zatoki. Dzięki pracom inżynieryjnym stworzono ok. 1650 km² nowego lądu.

W okresie Złotego Wieku Amsterdamu (XVII w.) porty zatoki Zuiderzee zapewniały dostęp do Morza Północnego, jednak ze względu na niski poziom wód, przypływy oraz odpływy, powodujące duże wahania ich poziomu, pod koniec XVII wieku Zuiderzee zaczęło się zamulać, zwłaszcza w rejonie miast Hoorn i Enkhuizen, przez co w połowie XVIII wieku nie mogło dłużej pełnić swojej funkcji, a morze było zdatne jedynie do rybołówstwa.
W 1667 r. przedstawiono pierwszy plan zamknięcia i osuszenia rejonu Zuiderzee – głównym powodem były sztormy i przypływy, przez które woda pokonywała zabezpieczenia i wdzierała się w głąb lądu. Ówczesna technika okazała się niewystarczająca do zrealizowania przedsięwzięcia; po wynalezieniu pompy parowej w XIX wieku, problem podjął inżynier Cornelis Lely, proponując w 1891 r. budowę zapory zamykającej zatokę. Objęcie przez niego urzędu ministra transportu w 1913 r. oraz powódź w roku 1916 przyspieszyły wprowadzenie tego projektu. Głównym celem było zabezpieczenie obszaru przed następnymi powodziami, uzyskanie nowych terenów pod uprawę roli oraz uzyskanie nowego źródła wody pitnej poprzez przekształcenie Zuiderzee w jezioro. Pierwsze prace rozpoczęły się w 1919 r. po stworzeniu w maju tego roku Dienst der Zuiderzeewerken (Wydziału ds. Prac w Zuiderzee) – organu, który miał nadzorować postęp prac.
Początkowo, w ramach testów, zbudowano małą tamę o nazwie Amsteldiepdijk – budowana w latach 1920-1924, miała 2,5 km długości i łączyła wyspę Wieringen z północną Holandią; w 1927 r., wraz z kilkoma innymi projektami, rozpoczęto budowę największej tamy – Afsluitdijk. Jej długość wynosiła 32 km, szerokość 90 m, a całość wznosiła się 7,25 m nad poziomem morza. Ukończono ją 28 maja 1932 r., wtedy też dotychczasowe Zuiderzee stało się jeziorem IJsselmeer, jako całkowicie zamknięty obszar odgrodzony od morza. Wraz z budową zapór utworzono eksperymentalny polder w okolicy miasteczka Andijk.

## Tworzenie polderów
Innym ważnym projektem, rozpoczętym w 1927 r., była budowa pierwszego polderu, a zarazem najmniejszego z pięciu planowanych. Miał powstać w miejscu zbiornika wodnego na południe od wyspy Wieringen – Wieringermeer. Jego powierzchnia miała wynieść 200 km². Będzie on jedynym polderem utworzonym w samym Zuiderzee – reszta powstanie po ukończeniu prac nad Afsluitdijk. Budowa zapór wokół Wieringermeer była o tyle trudna, że miała być rozpoczęta jeszcze przed ukończeniem największej tamy, co wiązało się z prądami spowodowanymi pływami wody. W rezultacie należało zbudować tamy nieco wyżej nad poziomem morza. Jako pierwszą wzniesiono tamę liczącą 18 km długości ciągnącą się od Den Oever na Wieringen do Oude Zeug. W końcu, w lipcu 1929 r., Wieringermeer zostało ostatecznie odgrodzone od Zuiderzee.
Następnym podjętym krokiem było osuszenie przyszłego polderu. Do tego celu zbudowano dwie stacje pomp – Leemans, zasilaną za pomocą agregatu prądotwórczego Diesla, oraz Lely, zasilaną elektrycznie, pod miasteczkiem Medemblik. Różne rodzaje zasilania miały stanowić zabezpieczenie – jeśli zasilanie jednej stacji uległoby awarii, druga wciąż mogłaby pracować. Sam mechanizm pomp bazował na projekcie amerykańskiego wynalazcy Alberta Baldwina Wooda. Stacje, wzniesione w lutym 1930 r., osuszyły polder po pół roku ciągłego wypompowywania wody. Dokładne osuszanie przeprowadzono kopiąc sieć rowów i kanałów.
Pierwszą rośliną, jeszcze w trakcie osuszania polderu, była trzcina. Miała ona wspomagać parowanie wody, dostarczyć glebie powietrza oraz uchronić ją przed pojawieniem się niepożądanych traw. 
Po stworzeniu pierwszej infrastruktury trzcina została spalona i zastąpiona rzepakiem. Następnie zasiano żyto, pszenicę, jęczmień i, na końcu, owies. Ten proces zabrał kilka lat, ale umożliwił rolnikom hodowlę dowolnych zbóż. W tym samym czasie budowano domy i drogi, tak aby polder był gotowy do zamieszkania przez ludzi. Na tym obszarze powstały cztery wsie – Slootdorp (1931), Middenmeer (1933), Wieringerwerf (1936) i Kreileroord (1957).
W pewnym momencie napotkano problem związany z administracją: teren polderu był podzielony pomiędzy zarządy miast według granic stosowanych w czasie, gdy teren nie był jeszcze całkowicie osuszony, co nie było zbyt praktyczne, gdyż odpowiedzialność za jeden teren była niepotrzebnie rozdzielona pomiędzy kilka zarządów. Pierwszym zaproponowanym rozwiązaniem było utworzenie formy zarządu, tzw. openbaar lichaam – skomplikowanej umowy wiążącej zarówno administrację odpowiedzialną za aktualny rozwój, oraz nowo mianowany komitet odpowiedzialny za rządy publiczne. Wraz ze zwiększającym się zaludnieniem polderu, 1 lipca 1941, ustanowiony został zarząd Wieringermeer.
17 kwietnia 1945 roku Niemcy okupujący Holandię zniszczyli zaporę Wieringermeer. Co prawda nikt nie zginął, jednak woda i sztorm zniszczyły większość infrastruktury wzniesionej w czasie poprzedniej dekady. Rekonstrukcja nastąpiła szybko i już pod koniec 1945 roku teren został powtórnie osuszony. Wkrótce potem odbudowano drogi, budynki i mosty.